# 變溫動物

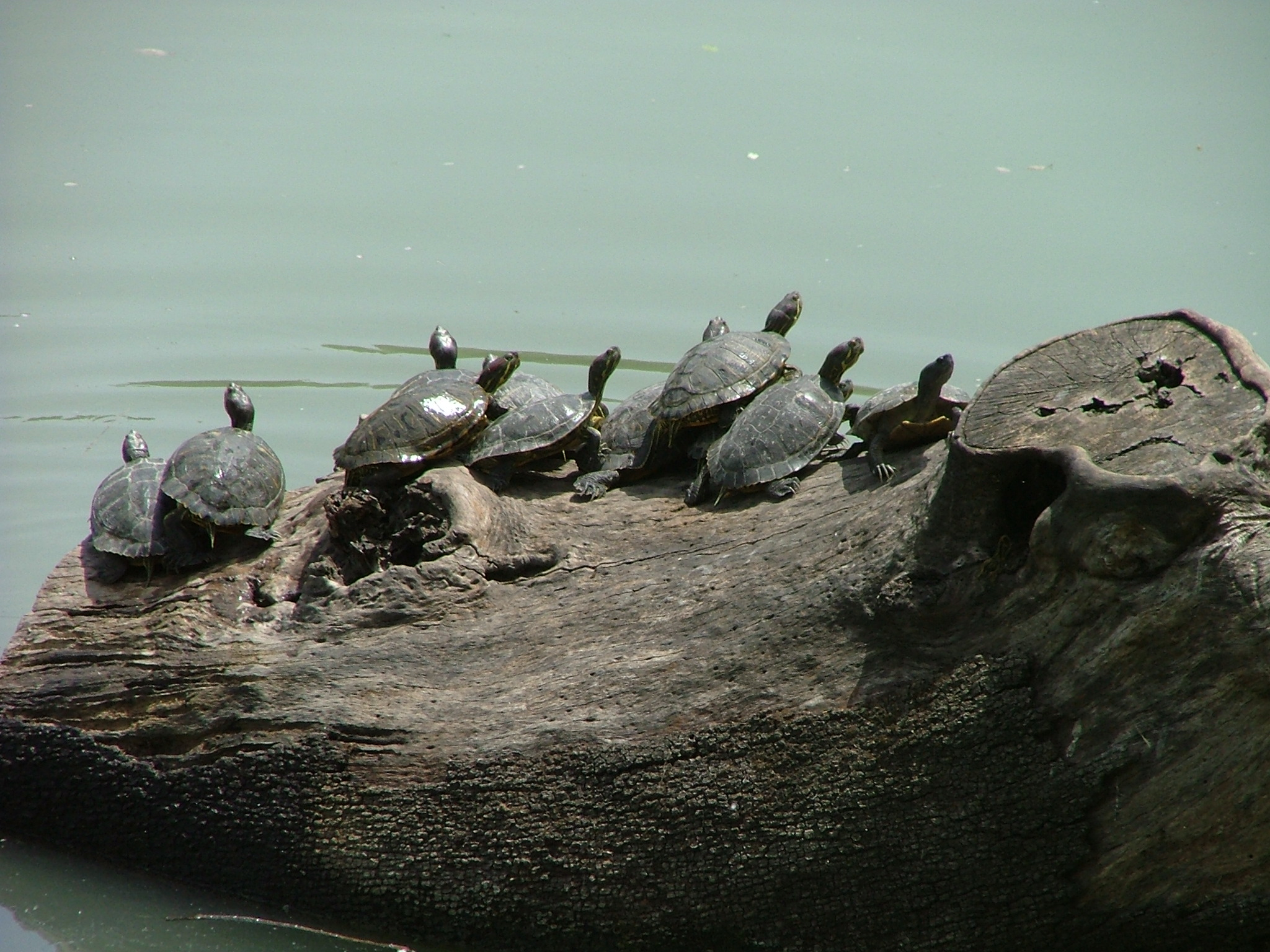
正在作日光浴的烏龜；曬太陽是變溫動物維持體溫的手段之一。

變溫動物（poikilotherm）俗稱冷血动物、涼血動物、冷體動物，是指没有体内调温系统的動物。变温动物一般体温不穩定，它們要依靠外界来调节体温。如蛇、鳄鱼等较大的變溫动物早上需要晒太阳以使体温升高，这样他们才能活动，因此它们几乎都是白天活动，夜间休息，不過沙漠地帶的蛇、蜥蜴等就可能是夜行或黃昏習性。调温的方法包括：
- 蛇在石头上晒太阳
- 鱼在水中换到不同的深度
- 沙漠动物白天埋在沙裡
- 昆虫颤动翅膀，温暖它们的飞行用的肌肉
- 烏龜爬到石頭上曬太陽

因为變溫动物不需要用自己的能量来取暖或降温，相比温体动物，同样重量的變溫动物只需要 1/10 至 1/3 的能量就能过活，因此也只需要相对少的食物。而低能量消耗意味着變溫动物所吸取的物质能量可以比温血动物更多的积累起来。这对生态非常重要，因为如果變溫动物变成“温血”的话，能量在食物链流通的过程中会流失更厉害，导致更高营养级的生物要摄食更多，动物数量更少，生物多样性下降。而變溫动物容易积储足够的能量，繁殖期也因此比较短，因此地球上大多數生命的形式都是變溫居多。
部分的爬蟲類及魚類能夠改變其性別，該現象稱為「順序性雌雄同體」。牠們在改變性別的中期可能同時擁有兩種性別的配子，或在後期完全改變性腺的性別。
此外，也有部分動物的體溫調節系統和其同類型的動物不同，例如裸鼠(變溫的哺乳類)、革龜(恆溫的爬蟲類)等，以及內溫的昆蟲、魚類。